# Паутинник рыже-оливковый
Паути́нник ры́же-оли́вковый (лат. Cortinarius rufoolivaceus) — вид грибов, входящий в род паутинник (Cortinarius) семейства паутинниковые (Cortinariaceae).

## Описание
Пластинчатый шляпконожечный гриб с паутинистым покрывалом. Шляпка взрослых грибов достигает 7—10 см в диаметре, у молодых грибов полушаровидная, затем раскрывается до выпуклой и плоской, слизистая. Окраска молодых грибов фиолетовая, затем становится красно-коричневой, по краю с очень долго сохраняющимся фиолетовым оттенком, постепенно выцветающим до розового. Пластинки гименофора с нисходящим на ножку зубцом, у молодых грибов оливковые или сиреневые, часто на одной грибнице обоих цветов, с возрастом становятся коричневыми, однако по краю часто сохраняется фиолетовый оттенок.
Мякоть фиолетовая, в середине — желтоватая, без заметных запаха и вкуса. При контакте с раствором щёлочи сначала ярко-оливковая, затем медленно выцветает до красновато-бежевой.
Ножка достигает 5—11 см в длину и 1,2—1,8 см в толщину, с заметным клубневидным утолщением в основании, на протяжении большей части длины с фиолетовой поверхностью, лишь в основании — винно-красная.
Споровый отпечаток ржаво-коричневого цвета. Споры 10,5—14×6—8 мкм, миндалевидной формы, с бородавчатой поверхностью.
Малоизвестный съедобный гриб. Редкий вид, в нескольких странах Европе включён в Красные книги.

## Экология и ареал
Довольно широко распространён по неморальной зоне Европы, однако повсеместно редок. Произрастает обычно довольно большими группами, в широколиственных и смешанных лесах, осенью, образует микоризу.
На территории России отмечен в Белгородской области, Пензенской области, Краснодарском крае и Татарстане.

## Синонимы
- Agaricus rufoolivaceus Fr., 1821basionym
- Agaricus rufoolivascens Pers., 1801
- Myxacium rufoolivaceum (Fr.) P.Kumm., 1871
- Phlegmacium rufoolivaceum (Fr.) Wünsche, 1877